# 卡齊米拉斯·比藻斯卡斯
卡齐米拉斯·比藻斯卡斯（1893年2月14日-1941年6月28日）是立陶宛外交官，银行家和作家。他是《立陶宛獨立法案》的签署者之一，他曾经担任过立陶宛驻美国大使等多个职位，他还是立陶宛银行的创始者之一。他最终被内务人民委员会在白俄罗斯处决而死。